# Мирґі
Мирґі (ест. Mõrgi, виро Mõrgi) — село в Естонії, входить до складу волості Виру, повіту Вирумаа. До 2017 року входило до складу волості Ласва.